# Związek Hallerczyków

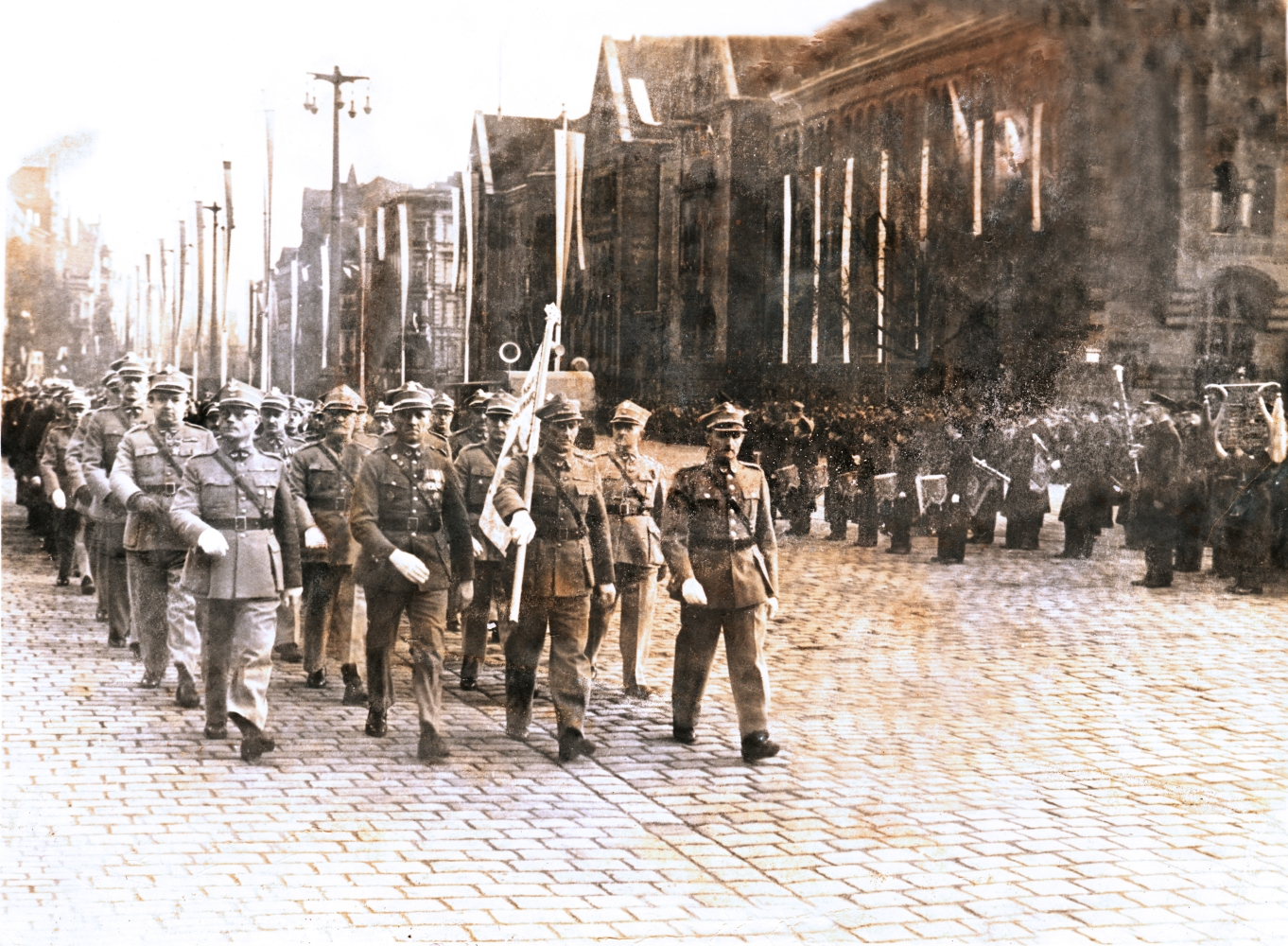
Poczet Związku Hallerczyków podczas obchodów Święta Odzyskania Niepodległości w Poznaniu 11 listopada 1938 (w pierwszym rzędzie drugi od lewej Kazimierz Kowalski)

Związek Hallerczyków − kombatancka organizacja skupiająca byłych żołnierzy Armii Polskiej we Francji oraz Górnoślązaków zdemobilizowanych z Wojska Polskiego. Utworzona w sierpniu 1920 roku na Górnym Śląsku, swoim zasięgiem objęła wkrótce cały kraj. Związek zarejestrowany został przez Ministerstwo Spraw Wewnętrznych dopiero 18 lutego 1924 roku. Pod względem politycznym znajdował się początkowo pod wpływem Stronnictwa Narodowego, następnie od 1935 zbliżył się do Polskiego Stronnictwa Chrześcijańskiej Demokracji. Od 1937 związany ze Stronnictwem Pracy. Związek wspierał ideologię narodową na zasadach religii chrześcijańskiej i występował przeciwko obozowi sanacyjnemu. Wchodził w skład Legionu Rzeczypospolitej Polskiej. Działał na terenie całego kraju, głównie w województwach centralnych i zachodnich. Liczył około 6 tysięcy członków. Głównymi działaczami byli: Edward Castellaz, Franciszek Arciszewski, Leon Borówko, J. Malinowski, Izydor Modelski, Józef Sierociński i S. Zabłocki. Jego honorowym przewodniczącym był gen. Józef Haller.
4 czerwca 1917 roku, dekretem prezydenta Republiki Francuskiej Raymonda Poincaré, utworzona została armia polska podporządkowana Naczelnemu Dowództwu Francuskiemu, ale mająca walczyć pod polskim sztandarem. Armia ta składała się z ochotników, a jej stan liczebny tuż przed przybyciem do Polski wiosną 1919 roku wynosił około 70 tys. żołnierzy. Ochotnicy przybywali głównie z USA (polonia amerykańska) oraz z obozów jenieckich, gdzie przetrzymywano Polaków z armii niemieckiej i ck-austriackiej. Uczestnictwo Błękitnej Armii w działaniach I wojny światowej było niemal symboliczne, bo sprowadzało się do walk 1 Pułku Strzelców Polskich w okolicach Reims w lipcu 1918 roku, niemniej jednak samo jej istnienie u boku aliantów stawiało Polskę w szeregach zwycięskiej koalicji, umacniając jej pozycję na powojennej konferencji pokojowej. Znacznie większą rolę oddziały Błękitnej Armii odegrały po ich przetransportowaniu do Polski, gdzie wydatnie zasiliły − dzięki swojemu uzbrojeniu, wyszkoleniu i liczebności − tworzące się w kraju Wojsko Polskie. Dywizje Hallera wyparły Ukraińców z Małopolski Wschodniej, osłaniały Wielkopolskę zagrożoną ofensywą niemiecką na wiosnę 1919 roku, brały udział w zajmowaniu Pomorza w styczniu i lutym 1920 roku, a także w wojnie polsko-bolszewickiej. 
Weterani Błękitnej Armii byli zrzeszeni w Związku Hallerczyków. Rokroczne obchody imienin generała 19 marca Związek Hallerczyków przeciwstawiał oficjalnym uroczystościom imieninowym marszałka Piłsudskiego, przypadającym tego samego dnia. Był to wynik wzajemnych animozji pomiędzy dwoma Józefami, sięgających korzeniami jeszcze czasów legionowych, a powiększonych ostatecznie po zamachu majowym 1926 roku, kiedy to gen. Haller potępił działania Piłsudskiego i został przeniesiony w stan spoczynku. Związek Hallerczyków odmawiał więc udziału w urządzanych przez sanację uroczystościach, organizując za to własne, przypominające o tradycjach Armii Polskiej we Francji i gloryfikujące postać jej wodza.  
Wśród uroczystości organizowanych przez Związek Hallerczyków w II RP jedną z najważniejszych były obchody piętnastej rocznicy utworzenia Armii Hallera. Uroczystości odbyły się w niedzielę 8 stycznia 1933 roku.
Zarząd Główny Związku Hallerczyków działał przy ulicy Senatorskiej 1 w Warszawie, a w 1927 prezesem był prof. dr Edward Loth. 
Organem prasowym związku był dwutygodnik „Halerczyk”, wydawany w latach 20.
Zarząd Związku Hallerczyków przyznawał odznakę Miecze Hallerowskie.